# Bibarrambla allenella
Bibarrambla allenella är en fjärilsart som beskrevs av Walsingham 1882. Bibarrambla allenella ingår i släktet Bibarrambla och familjen plattmalar. Inga underarter finns listade i Catalogue of Life.